# Allen Dulles
Allen Welsh Dulles (7 de abril de 1893 – 29 de janeiro de 1969) foi um proeminente advogado e diplomata norte-americano, que se tornou o primeiro civil a ser Diretor da Agência Central de Inteligência (CIA) e o que serviu por mais tempo neste cargo. 
Como diretor da CIA durante o começo da Guerra Fria, ele supervisionou diversas operações de inteligência pelo mundo, como a chamada Operação Ajax, o programa de espionagem sobre a União Soviética com aviões Lockheed U-2 e o golpe de estado na Guatemala em 1954. Sua carreira começou a declinar quando os Estados Unidos iniciaram uma série de tentativas de destruir o regime comunista de Fidel Castro em Cuba, através da Operação 40 e uma ação mais direta com a invasão da Baía dos Porcos. Após o assassinato do presidente John F. Kennedy, Dulles foi membro da Comissão Warren, que investigou a morte de JFK (o homem que o havia demitido em 1961). Antes e depois do seu serviço no governo, ele trabalhou para várias empresas de advocacia, como a Sullivan & Cromwell. Seu irmão mais velho, John Foster Dulles, foi Secretário de Estado durante a presidência de Dwight D. Eisenhower.

## Publicações

### Artigos
- "The Power of the President Over Foreign Affairs." Michigan Law Review, vol. 14, no. 6 (Apr. 1, 1916), pp. 470–478. University of Michigan Law School. doi:10.2307/1275947. JSTOR 1275947.
- "New Uses for the Machinery for the Settlement of International Disputes: Discussion." Proceedings of the Academy of Political Science, vol. 13, no. 2 (1929), pp. 100–104. doi:10.2307/1172785. JSTOR 1172785.
- Dulles, Allen Welsh (1 de abril de 1927).  Coolidge, Archibald Cary, ed. «Some misconceptions about disarmament». Foreign Affairs. 5 (3). Nova York, NY: Council on Foreign Relations (CFR). pp. 413–424. ISSN 0015-7120. JSTOR 20028543. doi:10.2307/20028543
- Dulles, Allen Welsh (1 de outubro de 1932).  Armstrong, Hamilton Fish, ed. «Progress toward Disarmament». Foreign Affairs. 11 (1). Nova York, NY: Council on Foreign Relations (CFR). pp. 54–65. ISSN 0015-7120. JSTOR 20030483. doi:10.2307/20030483
- Dulles, Allen Welsh (1 de abril de 1925).  Coolidge, Archibald Cary, ed. «Alternatives for Germany». Foreign Affairs. 25 (3). New York, NY: Council on Foreign Relations (CFR). pp. 421–432. ISSN 0015-7120. JSTOR 20030052. doi:10.2307/20030052
- Dulles, Allen Welsh (10 de maio de 1965).  Boudin, Michael; Breyer, Stephen, eds. «Review: [Untitled]: Reviewed work: Communism and Revolution: The Strategic Use of Political Violence by Cyril E. Black, Thomas P. Thornton». Harvard Law Review. 78 (7). Cambridge, MA: The Harvard Law Review Association (Harvard Law School). pp. 1500–1502. ISSN 0017-811X. JSTOR 1338919. LCCN 12032979. OCLC 46968396. doi:10.2307/1338919

### Resenhas de livros
- Dulles, Allen Welsh (2003).  Armstrong, Hamilton Fish, ed. «That Was Then: Allen W. Dulles on the Occupation of Germany». Foreign Affairs. 82 (6). Nova York, NY: Council on Foreign Relations (CFR). pp. 2–8. ISSN 0015-7120. JSTOR 20033751. doi:10.2307/20033751

### Livros
- Dulles, Allen Wells; Armstrong, Hamilton Fish (1936). Can We Be Neutral? 1st ed. Nova York, NY: Harper & Brothers/Council on Foreign Relations (CFR). OCLC 513361

- Dulles, Allen Wells; Armstrong, Hamilton Fish (1939). Can America Stay Neutral 1st ed. Nova York, NY: Harper & Brothers. OCLC 256170

- Dulles, Allen Welsh (1947). Germany's underground 1st ed. Nova York, NY: The Macmillan Company. LCCN 47002566

- The Marshall Plan. Co-authored by Michael Wala. Providence, RI: Berg, 1993. ISBN 978-0854963508

- Dulles, Allen Welsh; Petersen, Nancy (1996).  Petersen, Neal H., ed. From Hitler's Doorstep: The Wartime Intelligence Reports of Allen Dulles, 1942–1945 1st ed. Pennsylvania, PA: Pennsylvania State University Press. ISBN 978-0-271-01485-2 – via Google Books

- Dulles, Allen Wells (1966). The Secret Surrender: The Classic Insider's Account of the Secret Plot to Surrender Northern Italy During WWII. Col: Popular Library. 60 1st ed. Guilford, CT: Harper & Row. ISBN 9789160042242

- Dulles, Allen Welsh (1963). The Craft of Intelligence: America's Legendary Spy Master on the Fundamentals of Intelligence Gathering for a Free World (PDF). Guilford, CT: The Lyons Press. ISBN 1592282970

### Livros editados
- Great True Spy Stories. Nova York: Harper & Row (1968).

### Contribuições
- Foreword to To the Bitter End: An Insider's Account of the Plot to Kill Hitler, por Hans B. Gisevius. Nova York: Da Capo Press (1998). ISBN 978-0306808692.